# Hilvan
Hilvan (osmanisch قره جورون Karacurun, kurdisch Curnê Reş) ist eine Stadtgemeinde in der türkischen Provinz Şanlıurfa in Südostanatolien, Das Gebiet deckt sich mit dem des gleichnamigen İlçe (Landkreis). Die Gemeinde gehört zur Şanlıurfa Büyükşehir Belediyesi (Großstadtgemeinde/Metropolprovinz) und bildet eine von deren Stadtteilsgemeinden. Hilvan liegt im Norden der Provinz und grenzt an die Provinz Adıyaman. Die im Stadtsiegel abgebildete Jahreszahl 1926 dürfte auf das Jahr der Erhebung zur Gemeinde (Belediye/Belde) hinweisen.
Der 1926 gebildete Kreis bestand bis Ende 2012 aus der Kreisstadt (22.633 Einw.) und 64 Dörfern (Köy, insg. 18.431 Einw.) in drei Bucaks:
- Gölcük: 5.574 Einw. in 16 Dörfern
- Ovacık: 4.362 Einw. in 17 Dörfern
- zentraler Bucak (Merkez bucağı): 8.495 Einw. in 31 Dörfern

Im Zuge der Gebietsreform 2013 wurden diese Dörfer in Stadtviertel (Mahalles) umgewandelt, so dass deren Zahl von 5 auf 69 stieg. Ende 2012 war Hilvan in 70 Mahalles unterteilt, alle geführt von einem Muhtar. Durchschnittlich wohnten 617 Menschen in jedem der Mahalles, die meisten im Bağlar Mah. (9.375 Einw.)

## Persönlichkeiten
- Bülent İnal (1973*), türkischer Schauspieler